# Roman Dziedzic
Roman Dziedzic (ur. ?) – polski urzędnik samorządowy i geodeta, w latach 1999–2002 członek zarządu województwa świętokrzyskiego.

## Życiorys
Wieloletni urzędnik samorządowy, związany z Urzędem Marszałkowskim Województwa Świętokrzyskiego w Kielcach. Pełnił funkcję geodety województwa świętokrzyskiego. Wchodził w skład komisji kwalifikacyjnej ds. uprawnień zawodowych w dziedzinie geodezji i kartografii.
1 stycznia 1999 został członkiem zarządu województwa, nie rekomendowała go żadna partia polityczna. Zakończył pełnienie funkcji wraz z całym zarządem po dymisji Józefa Szczepańczyka 22 października 2001. Później kierował w Urzędzie Marszałkowskim Departamentem Rozwoju Obszarów Wiejskich, Mienia i Geodezji (ok. 2003) oraz Departamentem Nieruchomości, Geodezji i Planowania Przestrzennego Urzędu Marszałkowskiego (do końca lutego 2019). Po przekształceniach w strukturze urzędu od marca 2019 tymczasowo szefował Departamentowi Cyfryzacji, Geodezji i Planowania Przestrzennego. W lipcu tego samego roku przeszedł na emeryturę.